# Bathybadistes gurjanovae
Bathybadistes gurjanovae is een pissebed uit de familie Munnopsidae. De wetenschappelijke naam van de soort is voor het eerst geldig gepubliceerd in 1962 door Menzies.